# Walter Piverka
Walter Piverka (4. srpna 1931 Český Krumlov – 18. září 2015) byl český a československý politik německé národnosti, poslanec České národní rady a Sněmovny národů Federálního shromáždění na počátku normalizace. Po sametové revoluci poslanec České národní rady za Občanské fórum a německý menšinový aktivista.

## Biografie
Narodil se v Českém Krumlově, jeho otec zemřel v roce 1943 při spojeneckém náletu na Berlín. Matka pocházela z české rodiny a byla tak po válce vyňata z odsunu. Walter Piverka se chtěl stát novinářem, ale nakonec se vyučil elektrikářem. Roku 1952 narukoval do PTP. Později získal práci v dolech v západočeském Sokolově. V 60. letech 20. století působil v tehdy jediném německojazyčném periodiku v Československu, v listu Prager Volkszeitung. Roku 1968 za pražského jara se podílel na založení Kulturního spolku občanů německé národnosti ČSSR.
K roku 1969 se uvádí jako profesí elektrotechnik, bytem Chodov. Absolvoval Vyšší průmyslovou školu elektrotechnickou a pracoval jako energetik v n. p. 25. února Vintířov, závod Lipnice. Byl členem okresní komise pro spolupráci mezi občany německé národnosti v Sokolově.
Po provedení federalizace Československa usedl v lednu 1969 do Sněmovny národů Federálního shromáždění jako bezpartijní poslanec. Do federálního parlamentu ho nominovala Česká národní rada, kde rovněž zasedal. Ve federálním parlamentu setrval do prosince 1970, kdy rezignací na křeslo v ČNR přišel i o mandát ve FS. Za normalizace byl vytlačen z politických funkcí i z německých menšinových spolků a působil v Praze jako technik a občasný překladatel.
Znovu se do České národní rady vrátil až po sametové revoluci, kdy byl zvolen ve volbách roku 1990 do ČNR za Občanské fórum. Setrval zde do konce funkčního období, tedy do voleb roku 1992. Po roce 1989 se rovněž zapojil opětovně do aktivit německé menšiny v Československu. Vedení německých kulturních organizací bylo během normalizace kontrolováno loajální skupinou aktivistů okolo Heriberta Panstera a paralyzováno ideologickou podřízeností komunistickému režimu. Piverka a další německojazyční aktivisté napojení na Občanské fórum tyto poměry kritizovali a když Panster při jednání s Piverkou odmítl provést nové volby vedoucích orgánů spolku, Piverka a jeho stoupenci (Arnold Keilberth, Paul Heinisch, Christa Štrosová) se pak rozhodli založit Spolek Němců v Československu. Roku 1992 pak Piverka stanul v čele organizace Landesversammlung der Deutschen in Böhmen, Mähren und Schlesien a publikoval v menšinových tiskovinách jako Landes-Anzeiger.
Zemřel po dlouhé a těžké nemoci v září 2015 v jedné z pražských nemocnic. Pohřben byl v Českém Krumlově.